# Hr. Ms. Holland (1953)
Hr. Ms. Holland var en jagare i Nederländernas flotta.